# Бил Клинтън
Уилям Джеферсън „Бил“ Клинтън (роден на 19 август 1946 г. като Уилям Джеферсън Блайт III) е американски политик и 42-ри президент на САЩ (1993 – 2001). Преди да стане президент, изкарва два непоследователни мандата като губернатор на Арканзас.
Често смятан за умерен популист и член на умереното крило на „Новите демократи“ на Демократическата партия, той ръководи Демократическия лидерски съвет от 1990 г. до 1991 г. По време на своя мандат като президент неговите цели включват опити за създаване на универсална здравноосигурителна система, подобряване на образованието, ограничаване на продажбите на лекото стрелково оръжие, засилване на законодателната защита на околната среда, подобряване на междурасовите отношения и защита на работниците по време на бременност и инциденти. Неговата програма също така включва и преглед на програмите за получаване на доходите, разширяване на „войната срещу наркотиците“ и увеличаването на средствата за правоналагащите органи. А във външната политика намаляването на бариерите пред търговията, ограничаване на разпространение на оръжия за масово унищожение, посредничене при уреждането на ирландския мирен процес и близкоизточния конфликт.
Клинтън е третият най-млад президент след Теодор Рузвелт и Джон Кенеди (най-младият избран за президент). Той е първият президент от поколението на бейби бума. Двойката Клинтън/Гор през 1992 г. е най-младата в история. Клинтън е един от двамата президенти в американската история, който е подложен на импийчмънт и е порицан с гласуване в Сената на 12 февруари 1999 г.

## Произход и младежки години
Клинтън е роден като Уилям Джеферсън Блайт III в Хоуп, Арканзас, а е отгледан в Хот Спрингс, Арканзас. Той е наречен на баща си Уилям Джеферсън Блайт мл., търговски пътник, загинал при автомобилна катастрофа три месеца, преди да се роди малкият Бил. Майка му Вирджиния Дел Касиди 1923 – 1994 се омъжва повторно за Роджър Клинтън. Бъдещият президент е отгледан от майка си и втория си баща, като възприема фамилията му, но официално не я променя, докато не стане на 14 години. Той е отгледан в традиционно семейство, но според Клинтън баща му е бил комарджия и алкохолик, който често е малтретирал майка му и доведения му брат Роджър.
Клинтън е отличен студент и талантлив саксофонист. Той обмисля възможността да се отдаде на музиката, но след като посещава Белия дом по времето на Джон Кенеди, последвано от избирането му за национален младежки сенатор, го карат да се насочи към кариера в политиката.

## Политическа кариера в Арканзас, образование
Клинтън получава диплома по международни отношения от Школата по международни отношения „Едмънд Уолъш“ към Университета Джорджтаун във Вашингтон. По същото време работи за сенатор Джеймс Фулбрайт и печели стипендията на името на Сесил Роудс за Оксфордския университет. След една година във Великобритания, става доктор по право в Правната школа на Йейлския университет през 1973 г. Докато учи там, се среща със своята бъдеща жена Хилъри Родам Клинтън. Женят се през 1975 г.
1974 г. е първата му година като преподавател по право в Университета на Арканзас. Тогава се кандидатира за Камарата на представителите, но губи изборите от действащия конгресмен Джон Пол Хамершмид с 52% от гласовете. През 1976 г. Клинтън е избран за главен прокурор на щата, без да има конкуренция.
През 1978 г. Бил Клинтън е избран за губернатор на щата Арканзас и така става най-младата личност на този пост от 1938 г. Първоначално управлението му е съпътствано с трудности, включително и въвеждането на непопулярния данък върху моторните средства, а и избухва обществено недоволство поради бягството на кубински емигранти, затворени в емигрантски лагер на територията на щата.
На изборите през 1980 г. Клинтън е победен от претендента на Републиканската партия Франк Уайт, като така става жертва на популярността на Рейгън по това време. Както се шегува по-късно, той е най-младият бивш губернатор в историята на страната. Но през 1982 г. Клинтън си връща стария пост и през следващите десет години помага за трансформацията на икономиката на Арканзас. Той се превръща във водеща фигура сред така наречените „Нови демократи“, които се обявяват за реформа в политиката на доходите, по-малко намеса на правителството и други идеи, приписвани дотогава на Рейгън.
Подходът на Клинтън по време на губернаторството търпи критики от страна на консерваторите. В крайна сметка неговите лични и бизнес дела по това време са в основата на разследването, познато като Уайтуотър, което смущава по-късно президентската му администрация. След изключително обстойното и многогодишно разследване не са открити никакви проблеми и няма повдигнати обвинения, свързани с този период.

## Пътят към президентството

### Президентската кампания от1992г.
Първата поява на Клинтън в политиката от национален мащаб става, когато е поканен да произнесе реч на Конвента на Демократическата партия от 1988 г., за да представи кандидата за президентския пост Майкъл Дукакис. Речта, която е трябвало да продължи 15 минути, се разтегля над половин час и често се сочи за най-неуспешната публична изява на Клинтън.
Четири години по-късно той се подготвя да се кандидатира срещу действащия президент Джордж Буш. По времето след Първата война в Персийския залив Буш изглежда непобедим и няколко евентуални кандидата на Демократическата партия – особено губернатора на Ню Йорк, Марио Куомо – се отказват от това, което изглежда обречена кауза, и така Клинтън печели номинацията на своята партия.

#### Изборът на вицепрезидент
Клинтън избира на 9 юли 1992 г. сенатора Албърт Гор от Тенеси да бъде с него в президентската двойка. Първоначално това негово решение търпи критики от страна на специалистите, тъй като Гор е от съседния на Арканзас щат Тенеси, което противоречи на традицията при кандидат-президент от Юга да се избира кандидат-вицепрезидент от Севера и обратното. От днешна гледна точка мнозина смятат, че Гор помага в голяма степен за спечелването на изборите през 1992 г.

#### Критики
Много критики от личен характер са повдигнати по време на кампанията, включително и обвинения, че Клинтън се е отклонил от изпращането му да служи войник през Виетнамската война, че е използвал марихуана, за което Клинтън твърди, че само се е преструвал, че пуши, но „без да вдишва“. Изказани са и обвинения относно извънбрачни връзки и съмнителни бизнес дела. Макар по традиция такива обвинения да стават причина кандидатът да се откаже от надпреварата, то Клинтън показва гъвкавост пред лицето на скандалите – качество, което по-късно се оказва от решаващо значение по време на мандатите му. Като кандидатът с най-много набрани пари и с най-ясно послание – да се създадат повече работни места – Клинтън успява да остане в надпреварата по време на дългите първични избори.

#### Изборите

##### Резултати
Клинтън печели президентските избори от 1992 г. с 43,01% от подадените гласове срещу републиканеца и действащ президент Джордж Буш с 37,4 % от подадените гласове и милиардера популист Рос Перо, който като независим печели 18,9 % от гласовете. Всичко това става благодарение на фокусирането върху вътрешните проблеми, а голяма част от успеха му се дължи на спадналата популярност на Буш. Описван преди като „непобедим“ с одобрение от 80% веднага след войната в Залива, Буш влиза в надпреварата с одобрение от около 40%.

##### Причините за победата
Три фактора правят възможни спечелването на изборите от Клинтън. Първият е, че кампанията се провежда в зенита на рецесията от 1992 г. Макар и от историческа гледна точка тя да е слаба и да завършва преди изборния ден, води до загуба на работни места, което е причината за недоволството от действащия президент, който успешно е нарочен за надменен, отдалечен от действителността и отдаден прекалено много на външната политика. Изглеждащият добре по телевизията Клинтън е представен като съчувстващ, загрижен и разбиращ проблемите на обикновените хора.

##### Повишаването на данъците
Вторият фактор за загубата на изборите е решението на Буш да приеме увеличението на данъците. Притиснат от нарастващия бюджетен дефицит, нарасналата нужда за финансиране на социалните програми и ниската събираемост на данъците, всичко това последица от рецесията, президентът Буш се съгласява на компромис около бюджета с Конгреса, където Демократическата партия има мнозинство. Тъй като Клинтън не е член на Конгреса, това му дава възможност да заклейми увеличението на данъците, което е в негова полза и поставя честността на Буш под въпрос. Телевизионните спотове, излъчвани от Демократическата партия, на които се вижда известното предизборно обещание на Буш: „Четете по устните ми – "Никакви нови данъци!““ ("Read my lips... No new taxes.“) са особено ефективни.

##### Рос Перо
И най-накрая поддръжниците на Буш са разколебани от кампанията на независимия кандидат Рос Перо, който апелира към страховете на умерените избиратели, свързани с бюджетния дефицит, и отклонява решаващи гласове от Буш. По същото време консервативните избиратели – особено социалните консерватори – не вярват на Буш, тъй като го считат за твърде умерен. Преди тази група от обществото е обединена от антикомунизма, но сега общият враг е изчезнал. От друга страна, въпреки пословичната разпокъсаност на Демократическата партия, Клинтън успява да обедини всички нейни крила. Опира се и на своето минало като губернатор на Арканзас, което се отличава с умереността на „Новите демократи“. По-либералната част от избирателите са впечатлени от академичните му постижения, участието му в протестите от 60-те години, подкрепата му за такива каузи, като правото на жената на аборт.
Клинтън се превръща в първия демократ, който служи два пълни мандата, след времето на Франклин Делано Рузвелт. Неговият избор прекъсва ерата на контрол на Републиканската партия над Белия дом, продължила 12 поредни години, а от предишните 24 – 20 години. Тези избори дават пълен контрол на демократите върху властта, което включва двете камари на Конгреса и президентския пост.

## Президентство

### Значими събития от първия мандат
Първият акт на Клинтън като президент е да подпише изпълнителна заповед, която поставя сериозно ограничения върху възможността на неговите старши политически съветници да лобират пред техни колеги след напускане на държавната длъжност.
Малко след като е избран за президент, Клинтън изпълнява предизборното си обещание, като подписва Закона за отсъствие по семейни и медицински причини от 1993 г., който дава възможност на работниците при големи работодатели да взимат неплатен отпуск поради медицински причини или бременност. Докато това негово действие среща общественото одобрение, то той среща опозиция в желанието си да допусне явни гейове в армията – от ляво го критикуват, че не е достатъчно настойчив в защита на правата на хомосексуалистите, а от дясно го обвиняват, че не се съобразява със спецификата на живота в армията. По време на предизборната си кампания той поема обещание да премахне забраната за служба на гейове във войската, но след много дебати се стига до решението „Не питаме, не казвайте“ („"Don't Ask, Don't Tell"“), което е все още в сила и има за основа разбирането, че хомосексуалните мъже и жени могат да служат в армията, докато тяхната сексуална ориентация е тайна.
Клинтън се застъпва и за друга противоречива за американското общество инициатива – Северноамериканско споразумение за свободна търговия (НАФТА), което той подкрепя през 1993 г. в Сената. Въпреки че условията по него са договаряни от републиканския му предшественик, президентът Клинтън е твърд привърженик на споразумението. По-голямата част от опозицията идва от протекционистично настроените демократи, малко число републиканци и привържениците на Рос Перо. В крайна сметка договорът е ратифициран, което се счита за изключително законодателно постижение.
Клинтън подписа и Законът Брейди, който вкарва в сила петдневен изчаквателен период при покупката на оръжие, по време на който да се извършат проверки на купувача, така че оръжието да не попадне в ръцете на престъпници.
Най-важната законодателна инициатива на Клинтън си остава комплексния план за реформа на здравното осигуряване, съставен от екип начело с Хилъри Клинтън, който има за цел въвеждане на универсално здравно осигуряване посредством национален осигурителен план. Въпреки че първоначално е приет добре от политическите кръгове, планът е провален чрез добре организирано движение на лекарите, консерваторите и здравно-осигурителната индустрия. Въпреки че партията му има мнозинства в Сената и Камарата на представителите, опитът за въвеждане на универсално здравно осигуряване пропада под силния „обществен“ натиск – това е първият голям законодателен неуспех на администрацията.
Два месеца по-късно, след две години на контрол от страна на Демократическата партия на Конгреса, частичните избори през 1994 г. се оказват трагични. Демократите губят контрола над двете камари за първи път от 40 години, като причина за това се сочи и проваленият план за универсално здравно осигуряване.

### Значими събития по време на втория мандат
След частичните избори през 1994 г. вниманието се насочва към „Договора с Америка“ – програма за управление, прокарвана от председателя на Камарата на представителите Нют Грингрич. Тази инициатива представлява набор от традиционни обещания на Републиканската партия плюс антикорупционни мерки. Без добронамерено законодателно тяло, Клинтън променя тактиката си и вместо да прокарва своите инициативи, започва да блокира тези на републиканците.
Контролираният от републиканците Конгрес и Клинтън първо се сблъскват за бюджета. Клинтън подписва през 1993 г. закон, с който се повишават значително данъците на най-богатите 2% от данъкоплатците, без да предоставя намаление на данъците за средната класа, както е обещал по време на кампанията си. Междувременно републиканците искат реформа на социалните програми и намаление на сумите за тях. Тези позиции са традиционни за партиите и често водят до сблъсъци, но изненадващо доброто представяне на Рос Перо на изборите показва нарасналата обществена непоносимост към бюджетния дефицит. След като републиканците приемат бюджет с включени в него значителни намаления на данъците, те знаят, че Бил Клинтън има два пътя – или да го подпише и превърне в закон, което ще представлява значителна политическа загуба, или да наложи вето, което ще доведе до спиране на действието на голяма част от бюджетната администрация. Републиканците считат, че ентусиазираните им от последните избори поддръжници ще ги подкрепят, докато спирането на държавата ще бъде приписано на Клинтън и той ще бъде държан отговорен за това. Клинтън налага вето на бюджетния закон и чрез медиите предава послание на американците, че за ситуацията трябва да бъдат държани отговорни лидерите на Републиканската партия. Обществото като цяло приема вижданията на президента и неговите противници понасят тежко политическо поражение. Възприемането на републиканците като опасни радикали остава у публиката по време на цялото управление на Клинтън и той умело го затвърждава и използва, когато иска да блокира техните инициативи.
Клинтън умело се справя и с предизвикателствата, отправени от републиканците в „Договора за Америка“ към социалната система, която е непопулярна сред средната класа. Вместо да посочват, че тя е неефектвина, бюрократична и скъпа (както са правили преди), републиканците се средоточават върху „борбата с бедността“. Те използват същите статистики, които други групи представят, за да изискат повече пари за социалната система, но чрез тях републиканците посочват, че разликата между богатите и бедните се увеличава и се създава една зависима от социалните помощи „долна класа“. Съгласно техните предложения за реформа, социално слабите няма да могат да получават помощи повече от пет години. Междувременно щатите ще получават „блокови заеми“ от федералните фондове, като ще имат право да ги харчат както преценят за инициативи, насочени към намаление на бедността. Това представлява значителна промяна в политиката на общественото подпомагане, която води до рязка опозиция от страна на Демократическата партия. Клинтън обаче подкрепя плана на републиканците, което вбесява част от министрите му. В обръщението си „За състоянието на Съюза“ от 1996 г. президентът казва, че общественото подпомагане вече няма да бъде „това, което е“, и по-късно той подписва Закона за личната ангажираност и възможностите за работа.
Това се оказва голяма политическа победа за президента, и проблемът е отнет от полето на републиканците, като едновременно с това Клинтън се показва като умерен и човек с отворен уми за новостите. На изборите от 1996 г. Клинтън е преизбран с 49,2% от всички гласове. Републиканецът Боб Доул получава 40,7%, а Рос Перо 8,4%. Републиканците губят места, но все пак запазват контрола над Конгреса.
През 1998 година в резултат на обвиненията, че е лъжел по време на свидетелските си показания пред голямото жури относно личните си отношения с младата помощничка в Белия дом Моника Люински, Клинтън става вторият президент, който е подложен на импийчмънт от Камарата на представителите. Той е разследван от независимия прокурор към Сената – Кенет Стар, но обвиненията срещу него са отхвърлени. Клинтън първоначално отрича, че е имал неподходящи отношения с Люински. След като разследващите се сдобиват с нейна дреха, на която има остатъци от семенна течност, и с показанията на самата Люински, Клинтън все пак признава, че са съществували сексуални отношения между двамата. Той се извинява за действията си на нацията и се съгласява да плати съдебна глоба от 25 000 долара, също така урежда делото си за сексуален тормоз с Пола Джоунс за 850 000 долара и му е отнета адвокатската правоспособност в Арканзас и за явяване пред Върховния съд на САЩ.
В последната година на мандата си Клинтън се опитва да разреши близкоизточния конфликт. След първоначалните успехи, като например Договореностите от Осло, ситуацията лека-полека се влошава и със започването на Втората интифада мирният процес се разпада окончателно. Клинтън събира израелския премиер Ехуд Барак и палестинския лидер Ясер Арафат в Кемп Дейвид, но тези преговори се оказват неуспешни. Критиците обвиняват Клинтън, че се опитва да направи нещо невъзможно, за да остави историческа следа, но вместо това е влошил ситуацията и е погребал мирния процес. Поддръжниците му смятат, че това е бил опит да се внесе нова енергия в процеса и да се спре възобновеното насилие, и че е невъзможно да се обвинява Клинтън за конфликт, започнал преди векове. Посочват освен това, че отказът на Арафат от споразумение, което задоволява всички предишни негови претенции, дава възможност на САЩ след това да предприемат по-твърд курс.
Въпреки политическите трудности Клинтън остава популярен сред американците, освен това той е подкрепен от силното развитие на икономиката. През 1999 г. САЩ имат бюджетен излишък за първи път след 1969 г. Сривът на дотком компаниите и последвалата рецесия започват няколко месеца преди Клинтън да отстъпи офиса си на Джордж У. Буш. Клинтън е популярен и след напускането на президентския пост.

### Икономиката
По време на мандата на Клинтън, САЩ се радват на продължителна икономическа експанзия, намаление на безработицата и увеличение на личното благосъстояние поради нарастване на цените на акциите на борсата. Въпреки че причините за много доброто развитие на икономиката да са предмет на спорове, Клинтън с гордост сочи следните резултати:
- Икономиката получава над 22 милиона нови работни места;
- Индексът, отразяващ проникването на собствеността върху недвижимите имоти, се повишава от 64% до 67,5%;
- Най-ниско ниво на безработицата от 30 години насам;
- Увеличаване на размера на доходите на всички слоеве на населението;
- Най-големият дефицит в американската история дотогава е превърнат в най-големия излишък – повече от 200 милиарда долара;
- Най-ниски разходи за държавната администрация като абсолютен процент спрямо БВП от 1974 г.;
- Увеличение с 220% на индекса Дау Джонс.

Причините за икономическия възход са страстно дебатирани, но поддръжниците на Клинтън сочат увеличението на данъците през 1993 г. като причината, която в края на краищата води до намаление на дефицита всяка година от неговото управление. Това стимулира консумацията и разходите на потребителите и засилва долара, което от своя страна насърчава чуждестранните инвестиции в САЩ. Алан Грийнспан в качеството си на председател на Федералния резерв подкрепя повишението на данъците, което е одобрено от Конгреса, без да има и един глас в негова полза от страна на Републиканската партия. Критиците на Клинтън сочат като основания за добрата икономика силното лидерство на Алан Грийнспан, намалението на разходите през 1995 г. и програмата на републиканците „Договор с Америка“. Те също сочат, че икономиката е започнала да се подобрява, още преди Клинтън да спечели президентските избори. Много икономисти сочат като причина и дотком бума, който случайно става по време на мандата на Бил Клинтън. Той допринася за създаването на нови работни места, но не може директно да се свърже с президентската икономическа политика.

### Търговията
Клинтън е силен поддръжник на НАФТА, като така продължава тенденцията, подета от неговия предшественик Джордж Буш. Клинтън и Гор лобират интензивно, за да бъде споразумението прието от Конгреса.

### Външна политика
Клинтън изпраща няколко пъти американски военни на враждебна територия. През 1993 г. американските военни, разположени в Сомалия първоначално от администрацията на Буш, участват в битката при Могадишу, която има за цел да плени местния бунтовнически водач Мохамед Фарах Айдид. Американските военни са изтеглени, след като дават 18 жертви и 79 ранени.
През 1994 г. Клинтън изпраща войски в Хаити, за да помогнат връщането на власт като президент на Жан Бертран Аристид. По този начин се слага край на период на изключително насилие, започнал след спечелените избори от Аристид, който впоследствие е отстранен чрез преврат едва седем месеца след встъпването му в длъжност.
Президентът изпраща военни части на два пъти в бивша Югославия, за да се спре започналото етническо насилие, особено в Косово. В допълнение Клинтън заповядва нанасянето на въздушни удари в Ирак като наказание за нарушенията на санкциите на ООН и заради опита на иракското разузнаване да убие бившия президент Джордж Буш. Клинтън не се намесва военно, за да се спре геноцида в Руанда – решение, което по-късно той нарича „личен провал“.
През 1994 г. администрацията провежда преговори и подписва договор със Северна Корея свързан с подозренията, че се разработват ядрени оръжия. В замяна на помощ за задоволяване на енергийните ѝ нужди Северна Корея се съгласява да изостави амбициите си за сдобиване с ядрено оръжие. Но в средата на 90-те години бегълци от Северна Корея, а и докладите на МААЕ дават информация, че севернокорейците нарушават постигнатите договорености, както и Договорът за неразпространение на ядрени оръжия. През декември 2002 г. Северна Корея изгонва инспекторите на МААЕ и най-накрая публично обявява през 2005 г., че притежава ядрено оръжие.
През ноември 1996 г. са разположени американски войски на Балканите, а за мисията Клинтън казва, че тя трябва да е „прецизно дефинирана с ясно постижими цели“, които да бъдат постигнати „за точно определен период от време“. Президентът уверява нацията, че мисията ще има продължителност от една година. През октомври 1996 г. малко преди кампанията му за преизбиране администрацията твърди, че няма никакви промени по плановете войските да се изтеглят през декември същата година. Но малко след като печели изборите за втори мандат, Клинтън заявява, че войските ще останат за по-дълъг период от време. Те стоят в Босна девет години.
На 17 февруари 1998 г. Клинтън произнася реч, в която предупреждава за опасността, която представляват неприятелските режими, които снабдяват терористи с оръжия за масово унищожение. Той изрично посочва Саддам Хюсеин в Ирак. През август същата година оръжейните инспектори напускат Ирак и последицата е започването на Операция Пустинна лисица.
По време на мандата на Клинтън Ал Кайда се оформя като глобална терористична мрежа. През 1998 г. тя напада с бомбени атентати американските посолства в Танзания и Кения. В отговор президентът нарежда военна операция, която включва и удари с ракети Круз над лагерите на терористите в Кандахар, Афганистан, и над съоръжения, за които се подозира, че произвеждат химическо оръжие в Хартум, Судан. Клинтън издава заповед за ареста или в случай на нужда за убийството на Осама бин Ладен. В края на мандата му през есента на 2000 г. е извършено самоубийствено нападение срещу разрушителя „Коул“. По това време президентът твърди, че разглежда Ал Кайда като основната заплаха за националната сигурност, но комисията след атентатите от 11 септември е критична към него, задето е разчитал прекалено много на дипломатическите способи за сметка на военните за справяне с терористичната мрежа.
След края на президентството си Клинтън посочва най-значимите си постижения във външната политика – мирните преговори между Израел и палестинците, които довеждат до мирните споразумения от Осло (1993 г.). За най-значим свои провал сочи липсата на реакция от американска страна на геноцида в Руанда (1994 г.) Администрацията му заедно с ООН първоначално не признава, че е налице геноцид.

### Импийчмънт и противоречия
През 1999 Клинтън е обявен за невинен по две обвинения, водещи до импийчмънт, повдигнати от Камарата на представителите: лъжесвидетелстване и възпрепятстване на правосъдието. Обвиненията в лъжесвидетелстване са повдигнати във връзка с показанията на Клинтън за връзката му с Моника Люински, дадени по време на съдебния процес за сексуален тормоз, започнат от бившия щатски служител от Арканзас – Пола Джоунс. Обвиненията за възпрепятстване се базират на негови действия по време на предоставяне на показанията. На 21 февруари Сенатът завършва 21-дневно разследване по двете обвинения и след гласуване не постига нужното мнозинство от 2/3 за отстраняване и осъждане на лице, заемащо президентския пост. При последното общо гласуване се спазват партийните пристрастия, като нито един от 45 сенатори-демократи не подкрепят обвиненията, а всичките 55 сенатори – републиканци ги смятат за основателни. По обвиненията за лъжесвидетелстване гласовете се разделят 55 за оправдаване и 45 за осъждане, а по обвинението за възпрепятстване са 50 на 50 гласа. Клинтън е първият президент след Андрю Джонсън, който е подложен на импийчмънт.
Един ден преди да напусне длъжността си президентът Клинтън се съгласява да му бъде отнет адвокатският лиценз в Арканзас за срок от 5 години, като част от споразумението с независимия прокурор за прекратяване на разследването. Във връзка с отнемането на лиценза му, автоматично му е отнето правото да се явява пред Върховния съд на САЩ, това има по-скоро символичен смисъл, защото той никога не се е явявал пред Върховния съд, а и няма намерение за това. На Клинтън му е наложена глоба в размер на 90 000 долара от съдия Сюзън Уебър Райт за обида на съда. По делото с Пола Джоунс е постигнато споразумение за 850 000 долара.
Освен импийчмънта администрацията на Клинтън преживява много други скандали и противоречия:
- Възникват спорове и обвинения за неправилното уволнение на служители на Белия дом, свързани с използването на самолетни билети
- Спорове има и около неразрешения достъп до секретни файлове на ФБР от страна на служители на администрацията
- Скандал предизвиква и амнистията от президента Клинтън на брат му и на милиардера Марк Рич
- Възниква скандал около даренията за фонда, покриващ правните разноски на Клинтън и за Демократическата партия от лицата, които впоследствие се оказва, че са взимали средствата от китайското правителство. Седемнадесет души са осъдени покрай тази афера
- Министърът на земеделието Майк Епси е обявен за невинен по всичките 30 обвинения срещу него за незаконно приемане на подаръци като билети за спортни събития и възлагане на обществени поръчки срещу услуги
- Министърът на жилищните проблеми и градското развитие Хенри Циснерос е осъден по 18 обвинения, между които приемане на подкупи, даване на държавни средства на любовницата си, заблуда на ФБР и др.

## Рейтингът на одобрение
Рейтингът за одобрение на работата на Клинтън варира по време на мандатите му, от най-ниската си точка от 36 % през 1993 г. до най-високата си такава от 64% през 1994 г. Одобрението за работата му се намира в горната граница на 50 % или 60 % по време на втория му мандат, като през 1998 г. и 1999 г. стигат до 73%. По време когато напуска длъжността рейтингът му е 68% и е най-високият, откакто се правят проучванията, но само 45 % от запитаните казват, че ще им липсва, 55% от хората смятат, че има какво още да допринесе за страната си и трябва да остане в обществения живот, 47% смятат че е изключителен или над средното президент.

## Годините след президентството
На 18 януари 2001 г. Клинтън прави последното си обръщение към нацията от Овалния кабинет, два дни преди да встъпи в длъжност следващия президент Джордж У. Буш.
Както другите президенти Клинтън се занимава с изнасянето на лекции на различни теми, като съгласно собствените му финансови документи той печели през 2004 г. 875 000 долара от тази дейност. По време на изказванията си той продължава да коментира злободневни теми от политиката, като не спазва неписаното правило да не се отправят политически нападки от бившите президенти към настоящия. Една от основните идеи, развивана от него, е нуждата от международни усилия за решаване на глобалните проблеми. Близките връзки между Клинтън и афроамериканската общност се потвърждават още веднъж, когато той отваря личния си офис в Харлем, Ню Йорк.
На 22 юни 2004 г. излизат мемоарите на Клинтън под заглавие „Моят живот“. Книгата има изключителен успех и се продава в милиони бройки из целия свят.
На 26 юли 2004 г. Клинтън за пети пореден път говори на Конвента на Демократическата партия и подкрепя кандидата за президент Джон Кери. Мнозина вярват, че тази реч е една от най-добрите, произнасяни на Конвент.
На 31 август 2005 г. след разрушаването на Ню Орлеанс от урагана „Катрина“, Клинтън и бившия президент Джордж Х. У. Буш отново предприемат кампания за събиране на средства за жертвите от природното бедствие, както по-рано са направили за пострадалите от цунамито в Тихия океан.
На 20 януари 2007 г. бившата първа дама и тогавашен сенатор от Ню Йорк Хилъри Клинтън се кандидатира за президент като демократ. Президентът Клинтън активно участва в кампанията и. В крайна сметка Хилъри Клинтън е победена от сенатора от Илинойс Барак Обама, който е избран за кандидат на демократите и за първи цветнокож президент на САЩ на 4 ноември 2008 г.
Съпругата му Хилъри Клинтън служи като сенатор от Ню Йорк (2001 – 2009) и Държавен секретар на САЩ (2009 – 2013). Тя е кандидат на Демократическата партия за президент на САЩ през 2016.
През 2009 г. подобно на Джими Картър се среща с лидер на Северна Корея Ким Чен Ир.
През 2010 г. след опустошителното земетресение в Хаити, Клинтън и вече бившият президент Джордж У. Буш създават фондация за събиране на средства за жертвите от природното бедствие. По този начин се утвърждава окончателното приятелство на Клинтън с президентите – Буш баща и Буш син.
Хилъри Клинтън отново се кандидатира за президент на 12 април 2015 г. а на 8 ноември 2016 г. милиардерът и медиен магнат Доналд Тръмп побеждава бившият държавен секретар и е избран за 45-и президент. Бил Клинтън е един от най-дейно подкрепящите я високопоставени бивши политици.
На 7 септември 2017 г. Клинтън заедно с останалите бивши президенти Картър, Буш-баща, Буш-син и Обама основават фондация с която да се подпомогнат жертвите от ураганите „Харви“ и „Ирма“.

## Семейство
Със своята съпруга Хилъри Клинтън имат 1 дъщеря и 3 внуци. Хилъри Клинтън служи като сенатор от Ню Йорк (2001 – 2009) и Държавен секретар на САЩ (2009 – 2013). Тя е кандидат на Демократическата партия за президент на САЩ през 2016.

## Любопитни факти
- Клинтън е висок 187 сантиметра (6' 1½");
- Клинтън е левичар, както Хари Труман и Джордж Буш;
- Кодовото име на Сикрет Сървиз за Клинтън е „Орел“;
- Клинтън владее изключително добре немски;
- Клинтън е първият американски президент, идвал на посещение в България – 21 – 23 ноември 1999 г.